# کمپینگ (فیلم ۲۰۰۶)
کمپینگ (انگلیسی: Camping) یک فیلم کمدی فرانسوی به کارگردانی فابین انتنینته محصول ۲۰۰۶ است. دو دنباله برای آن ساخته شده‌است، کمپینگ ۲ در سال ۲۰۱۰ و کمپینگ ۳ در سال ۲۰۱۶.